# PET'S ALL RIGHT
PET'S ALL RIGHT（ペッツオーライ）は、リクルートホールディングスが運営している、PC・スマートフォン向けの総合ペット相談サービス。
キャッチコピーは、「ペットの困りごと、すべて専門家が回答」

## 概要
PET'S ALL RIGHT（ペッツオーライ）は、 ペットを飼育するにあたって発生する様々な問題をオンデマンドで専属の獣医師、ドッグトレーナー、ホリスティックケアカウンセラーが回答を提供する。
相談対象ペットは、犬、猫、うさぎ、フェレット、モルモット。
累計会員数20,000人以上と公表されている。